# Noriko Anno
Noriko Anno (23 de maio de 1976) é uma judoca japonesa. 
Foi campeã olímpica em Judô nos Jogos Olímpicos de Verão de 2004, Atenas na categoria até 78Kg, além de ter sido campeão mundial de judô por quatro vezes.